# 足立学
足立 学（あだち がく、1976年2月17日 - ）は、日本の俳優。北海道岩見沢市出身。宝井プロジェクト所属。

## 人物
身長172cm。体重60kg。血液型はO型。
特技は落語、タンバリン。

## 出演作品

### テレビドラマ

#### NHK
- NHK夜の連続ドラマ
  - 結婚のカタチ（2004年） - サラリーマン
  - 愛と友情のブギウギ（2005年）
- ドラマ8 / 七瀬ふたたび（2008年）
- 坂の上の雲 第3部（2011年） - 海軍兵士
- 大河ドラマ
  - 平清盛（2012年）
  - 青天を衝け（2021年）
- NHK正月時代劇 / 桜ほうさら（2014年）
- ドラマ10
  - サイレント・プア（2014年）
  - 群青領域（2021年）
- 連続テレビ小説 / エール（2020年） - 屋台の客

#### 日本テレビ
- 火曜サスペンス劇場 / 緊急救命病院 第1作（2003年） - 救急隊員
- あの恋をもう一度〜1億3000万人のメロドラマ（2003年）
- 緊急報道ドラマスペシャル オウムvs警察 史上最大の作戦（2004年）
- 水曜ドラマ
  - 14才の母（2006年）
  - アイシテル〜海容〜（2009年） - 警官
- 土曜ドラマ
  - 喰いタン 2（2007年）
  - 華麗なるスパイ（2009年） - 職員
  - デカワンコ（2011年）
  - 三毛猫ホームズの推理（2012年）
  - 35歳の高校生（2013年）
  - 東京バンドワゴン〜下町大家族物語（2013年） - 宅配業者
  - ど根性ガエル（2015年）

#### TBS
- 金曜ドラマ
  - ブラックジャックによろしく（2003年） - 救急隊員
  - ホームドラマ!（2004年） - 部下
  - クロコーチ（2013年）
- ウルトラシリーズ
  - ウルトラマンネクサス（2004年） - レスキュー隊員
  - ウルトラマンメビウス（2006年） - 警官
- 愛の劇場 / 聞かせてよ愛の言葉を（2005年）
- 日曜劇場
  - 南極大陸（2011年） - 船員
  - JIN-仁- 完結編（2011年） - 武士
  - 天皇の料理番（2015年）
  - 下町ロケット（2015年） - 帝国重工エンジニア
- 月曜ゴールデン / 産科医・和泉凛〜生と死のカルテ（2014年）
- 月曜ミステリーシアター / 警部補・杉山真太郎〜吉祥寺署事件ファイル（2015年） - スナックの客

#### フジテレビ
- いつもふたりで（2003年） - 運送屋 ※デビュー作[4]
- クニミツの政（2003年） - レポーター
- 金曜エンタテイメント→金曜プレステージ
  - 赤い霊柩車シリーズ 第18作（2003年） - リポーター
  - 屋台弁護士 第1作（2005年） - 弁護士
- プレミアムステージ→土曜プレミアム
  - 積木くずし真相 〜あの家族、その後の悲劇〜 後編（2005年） - 刑事役の俳優
  - 死亡推定時刻（2006年）
  - 最後の約束（2010年） - 社員、テロリストリーダー
  - リーガルハイ・スペシャル（2014年） - 井上孝雄
- サプリ（2006年） - おもちゃ屋の店員
- あしたの、喜多善男〜世界一不運な男の、奇跡の11日間〜（2008年） - 研究員
- 土曜ドラマ / 赤い糸（2008年） - 救急隊員
- 木曜劇場 / BOSS（2009年） - 記者
- 世にも奇妙な物語'09秋の特別編「呪い裁判」（2009年）
- 医龍-Team Medical Dragon-3（2010年）
- 幸せになろうよ（2011年） - お見合いの男
- PRICELESS〜あるわけねぇだろ、んなもん!〜（2012年）
- HERO（2014年）
- ほんとにあった怖い話 夏の特別編2015「嵐の中の通報」（2015年）
- アンフェア the special ダブル・ミーニング〜連鎖（2015年）
- フラジャイル（2016年） - 医師
- 松本清張 砂の器（2019年） - 特別捜査員
- ラジエーションハウス〜放射線科の診断レポート〜（2019年） - 部下
- 新春ドラマスペシャル / 潜水艦カッペリーニ号の冒険（2022年） - 医師

#### テレビ朝日
- 土曜ワイド劇場
  - 変装捜査官・麻生ゆき（2004年） - 警官
  - ハラハラ刑事 第1作（2004年） - チャイニーズマフィア
  - 隠蔽捜査 第2作（2008年） - 記者
- にんげんだもの 相田みつを物語（2004年）
- アストロ球団（2005年）
- 相棒
  - （2006年） - 農園スタッフ
  - （2008年） - 男子刑務官
- 富豪刑事デラックス（2006年）
- だめんず・うぉ〜か〜（2006年）
- 日曜ナイトドラマ / Dr.伊良部一郎（2011年）
- 日曜エンターテインメント / ドラマスペシャル いねむり先生（2013年）
- 帯ドラマ劇場
  - トットちゃん!（2017年）
  - やすらぎの刻〜道（2019年） - 配達員
- ハゲしわしわときどき恋（2020年）
- 金曜ナイトドラマ / 24 JAPAN（2020年） - 刑事
- 木曜ドラマ / Doctor-X 外科医・大門未知子（2021年）

#### テレビ東京
- ウルトラQ dark fantasy（2004年） - ULUZ社員
- ドラマBiz / ヘッドハンター（2018年） - タマル精機社員
- 家政婦クロミは腐った家族を許さない 第1話（2025年1月11日）[5]

#### 毎日放送
- コーヒー&バニラ（2019年） - 講師

#### NHK BSプレミアム
- BS時代劇 / 火怨・北の英雄 アテルイ伝（2013年） - 蝦夷

#### WOWOW
- 連続ドラマW
  - パンドラ（2008年）
  - きんぴか（2016年） - 足立刑事 役
  - 沈まぬ太陽（2016年） - 社員 役
  - 引き抜き屋 〜ヘッドハンターの流儀〜（2019年）
  - 眼の壁 第3話（2022年7月3日）[6]
  - 雨に消えた向日葵 第3話（2022年8月7日） - 刑事 役[7]
- ネオ・ウルトラQ（2013年） - 記者 役
- ダブルチート 偽りの警官 Season2 第2話（2024年7月6日） - 記者 役[8]

#### その他
- 飯を喰らひて華と告ぐ 第12話（2024年9月24日、MXテレビ） - 芸能事務所スタッフ 役　※声の出演[9]

### テレビ番組
- とくダネ!発 GO-ガイ!
- ザ・ジャッジ! 〜得する法律ファイル
- 中居正広の金曜日のスマイルたちへ
- 水曜スペシャル
- ベストタイム
- 英雄たちの選択「“二心殿”と呼ばれた男〜最後の将軍・徳川慶喜〜」（2021年）

### 映画
- ランナーマン（1998年）
- 月の砂漠（2003年）
- 三面夢姿繪（2004年） - 東郷青児
- SET FREE（2004年）
- ワイルド・フラワーズ（2004年）
- 予言（2004年） - レポーター
- レディ・ジョーカー（2004年） - 刑事
- ジャポニカ・ウイルス（2006年） - キャスター、集会の男
- 裸 over8「青い種」（2007年）
- SRサイタマノラッパー ロードサイドの逃亡者（2012年） - 警官
- ホーンテッド・キャンパス（2016年）
- 22年目の告白 -私が殺人犯です-（2017年） - 記者

### 舞台
- お湯の花道 - 銀行強盗
- 私-WATASI-
- テニマン・アイランド
- ぼくの好きな先生
- 白鳥先生と過ごした2日間（2020年）